# 穆瓦西-克拉马耶勒
穆瓦西-克拉马耶勒（法語：Moissy-Cramayel，法語發音：[mwasi kʁamajɛl] ⓘ）是法国法蘭西島大區塞纳-马恩省的一个市镇，属于默伦区，是塞纳尔新城的组成市镇之一。

## 地理
穆瓦西-克拉马耶勒（48°37'34"N, 2°35'32"E）面积14.28 平方千米，位于法国法蘭西島大區塞纳-马恩省，地处巴黎市中心东南33 km（21 mi）。
与穆瓦西-克拉马耶勒接壤的市镇（或旧市镇、城区）包括：雷欧、萨维尼勒唐普勒、孔布城、耶尔河畔埃夫里格雷日、略桑。
穆瓦西-克拉马耶勒的时区为UTC+01:00、UTC+02:00（夏令时）。

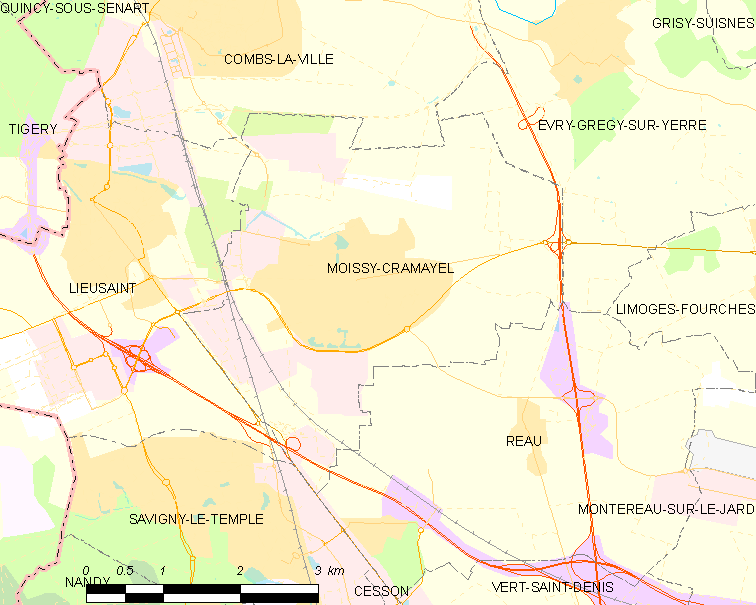
穆瓦西-克拉马耶勒的OSM定位图

## 行政
穆瓦西-克拉马耶勒的邮政编码为77550，INSEE市镇编码为77296。

## 政治
穆瓦西-克拉马耶勒所属的省级选区为孔布城县。

## 人口

1962-2008年间穆瓦西-克拉马耶勒人口变化图示

穆瓦西-克拉马耶勒于2022年1月1日时的人口数量为18498人。